# Mumu
Mumu (Муму) è un film del 1959 diretto da Evgenij Teterin e Anatolij Alekseevič Bobrovskij, tratto dall'omonimo racconto del 1852 di Ivan Sergeevič Turgenev.